# 田上秀則
田上 秀則（たのうえ ひでのり、1980年3月20日 - ）は、大阪府大阪市住之江区出身の元プロ野球選手（捕手、内野手）。

## 経歴

### プロ入り前
敷津浦小学校時代に地元少年野球チームの住之江ウルフで野球を始め、住之江中学校進学後は黒田一博が当時監督を務めていたボーイズリーグ・オール住之江に入団。
大阪産業大学附属高等学校を経て、1998年に入学した九州共立大学では、1学年上の山村路直・1学年下の新垣渚ら大学球界を代表する投手の球を受けてきた。1999年の大学2年時には第30回明治神宮野球大会で優勝。打者としても大学最後の2001年シーズンでリーグ新となる9本塁打を記録した。福岡六大学リーグ通算77試合出場、270打数97安打、打率.359、11本塁打、69打点。最優秀選手1回、ベストナイン3回受賞した。
2001年度ドラフト会議にて中日ドラゴンズから3巡目指名を受け入団。背番号9を与えられ、大型捕手と期待された。

### 中日時代
2003年シーズンには、ウエスタン・リーグで13本塁打を放って本塁打王を獲得。
2004年には監督に就任したばかりの落合博満から「右の4番候補」の一人として期待された。しかし、4年間で一軍出場13試合、2安打と結果を残せなかった。
2005年シーズンオフに戦力外通告を受けた。通告後には、福岡ソフトバンクホークスの入団テストを受験。城島健司がFA宣言したため捕手の補強を目指していたチーム事情を背景に合格へ至った。当時のチームには苗字が同音異字の田之上慶三郎が在籍していたため、ユニフォームの背ネームは「H.TANOUE」となった。

### ソフトバンク時代
2006年シーズンには、得点力不足に喘ぐチーム事情を背景に5月末に移籍後初の一軍へ昇格。6月1日の横浜ベイスターズ戦でスタメン出場し、三浦大輔からプロ初本塁打を放つ。その後は一軍での守備経験の少なさから、主に打力を買われての指名打者や代打での出場となった。捕手6試合、一塁手1試合、三塁手2試合を守ったが、それ以外は全て指名打者での出場。1番大村直之、2番川﨑宗則、4番松中信彦ら左打者が上位打線に固定されていたため、スタメンの際は主に3番を打った。一時期、三塁手への転向も検討されたが、小久保裕紀の復帰や田上本人の希望もあり、引き続き捕手で登録されている。
2007年シーズンは、9本塁打を放ち、捕手として78試合に出場するなど出場機会が増加。盗塁阻止率はリーグ6位の.250を記録。シーズン中に行われた監督の王貞治の提案によるチーム内でのホームラン競争で、50スイング中22本の柵越を放ち優勝を飾った。
2008年シーズンは、前年に続き、開幕一軍入り。3月24日の千葉ロッテマリーンズ戦では生涯初のサヨナラヒットを放った。この日は開幕初スタメンで、先制打、同点打、サヨナラ打を一人で放ち、チームの開幕5連勝に貢献した。しかし、4月30日の西武ライオンズ戦での守備中に、本塁に突入した中島裕之と交錯した際、左足首を捻挫し、戦線離脱。9月2日に一軍復帰を果たすが、52試合の出場に終わった。
2009年シーズンは、5月から正捕手に定着。5月14日のロッテ戦で荻野忠寛からプロ入り初のサヨナラ本塁打を放った。この時、前の打者長谷川勇也も本塁打を放っており、同点本塁打、サヨナラ本塁打の2者連続本塁打となった。6月6日の広島東洋カープ戦でマツダスタジアムの新幹線防護ネットに突き刺さる球場初の場外本塁打を放った（推定140m）。7月、監督推薦によりオールスターゲーム戦に初出場。主に下位打線での起用ながら本塁打を量産し、9月3日のオリックス・バファローズ戦で第20号の本塁打を放った。10月11日のシーズン最終戦で球団通算7500本目となる第26号の本塁打を放った。ホークスの捕手で20本塁打・80打点を記録したのは城島以来5年ぶり。初めて規定打席に到達し、チーム最多、パ・リーグ4位の26本塁打、同じホークスの小久保に次いで、松中と並ぶリーグ9位の80打点を記録。盗塁阻止率もリーグ5位の.262を記録し、パシフィック・リーグのベストナインに選出された。この年には3歳年上の女性と結婚。
2010年シーズンは、開幕から故障などのために極度の不振で、4月には山崎勝己に正捕手の座を奪われ、二軍落ちも経験した。その後、6月20日に山崎が半月板損傷の怪我を負ったことからスタメンに復帰し、打撃面では復調の兆しも見られたが、守備面では故障の影響でキャッチング、スローイングのまずさなどを露呈する結果となった。8月下旬に山崎が復帰すると再びスタメン出場は激減。杉内俊哉とのコンビで最優秀バッテリー賞は獲得したものの、前年を下回る84試合の出場にとどまり、盗塁阻止率は規定出場数（シーズン試合数の半数）を満たした捕手としては2000年の礒部公一が記録した.109を下回りプロ野球史上ワーストとなる.069を記録し、前年に記録した.262から大幅に落ち込んでしまっている。打率、本塁打、打点も前年より落ち込んだ。
2011年シーズンは、開幕二軍スタートとなる。この年、FAで西武から移籍してきた細川亨が正捕手として起用された。5月21日に一軍へ昇格するが、7月14日の楽天戦で左肩を負傷。左肩亜脱臼と診断され、7月15日に一軍登録を抹消された。10月中旬に関節腱板縫合の手術を受けるほど、左肩の状態が思わしくなかったこともあり、一軍公式戦には14試合の出場にとどまった。
2012年シーズンには、前年に手術を受けた左肩の影響もあり、一軍公式戦への出場機会が1試合（2打席）に激減。ウエスタン・リーグの公式戦では、守備に就かない指名打者として主軸を打つことが多かった。
2013年シーズンには、移籍1年目から付けていた背番号を70から31へ変更。二軍では打線の主軸としてウエスタン・リーグでのチーム2連覇に貢献した。さらに、10月6日にサンマリンスタジアム宮崎で開かれた東京ヤクルトスワローズとのファーム日本選手権では、8回表に勝ち越し本塁打を放ち、MVPに選ばれた（チームは5年振り2度目の優勝）。一軍の公式戦にも15試合（捕手としては7試合）に出場したが、ファーム日本選手権から4日後の10月9日には、手術した左肩の不調や守備・走塁への不安を理由に現役引退を発表。最後は一軍へ昇格できなかったが、二軍最後の打席ではこれが最後だと思って本塁打を放ち、「いい状態で終わらせたかった」ということで球団との相談の末、決定した。

### 現役引退後
ソフトバンク退団後は2014年7月に仲澤忠厚と共に大阪市内にT-CREWというバーを開業した。
2018年2月1日、母校の大阪産業大学附属高等学校硬式野球部の監督に就任。
2022年4月12日、古巣ソフトバンクとロッテとの試合(長崎ビッグNスタジアム)にて甥の田上奏大がプロ初登板初先発。田上は長崎に駆けつけ、生観戦した。田上は取材に対し、「うれしい。いつかあいつが活躍して、自分の名前が出なくなればいい。」と語った。
2022年11月12日、同年8月に練習中に走塁ミスをした1年生の部員に対し口頭で注意したあと、左頬を1回平手打ちしたとして、9月に学校に通報があったと報じられた。学校の調べに田上は「暴力は行った。反省している」と認めている。同校では、田上に対し、9月以降は練習に参加しないよう指示した上、大阪府高校野球連盟にも報告している。その後、平手打ちのほかに暴言なども行っていたことが認められたため、学校側は田上を2023年3月末で解任する事を決定した。。2023年1月31日には日本学生野球協会から2022年9月21日から1年の謹慎処分を科された。

## 選手としての特徴
パンチ力のある打撃が魅力だが、盗塁阻止率の低さが課題となっていた。

## 人物
ホークスへのテスト入団に際して、同じ強打の捕手である清水清人との争いだったが、「年齢が若い」という理由で田上が合格となった。しかし田上は早生まれであるため清水とは同学年である。プロ野球人生の中でこの入団テストが一番印象深いといい、「僕の場合これがプロ野球の人生の原点と言っても過言じゃないですよ」と語っている。
2006年の田上の部屋には、当時入院していた監督の王貞治からファックスで送られたホセ・フェルナンデスのフォロースルーの写真が貼ってあり、打撃の参考にしていたという。
ソフトバンク入団後に着けた背番号70には非常に強い思い入れがあり、本人曰く「（背番号を）変える気は全くありません」と語っていたが、2013年からは背番号31へ変更することが発表された。
2020年度プロ野球ドラフト会議にて福岡ソフトバンクホークスから5位指名を受けた田上奏大は甥（姉の息子）にあたり、新入団会見では自身がソフトバンク移籍後7年間背負っていた背番号70を受け継ぐことが発表された。

## 詳細情報

### 年度別打撃成績
| 年 度      | 球 団        | 試 合 | 打 席 | 打 数 | 得 点 | 安 打 | 二 塁 打 | 三 塁 打 | 本 塁 打 | 塁 打 | 打 点 | 盗 塁 | 盗 塁 死 | 犠 打 | 犠 飛 | 四 球 | 敬 遠 | 死 球 | 三 振 | 併 殺 打 | 打 率 | 出 塁 率 | 長 打 率 | O P S |
| ---------- | ------------ | ----- | ----- | ----- | ----- | ----- | -------- | -------- | -------- | ----- | ----- | ----- | -------- | ----- | ----- | ----- | ----- | ----- | ----- | -------- | ----- | -------- | -------- | ----- |
| 2002       | 中日         | 3     | 6     | 6     | 0     | 1     | 0        | 0        | 0        | 1     | 1     | 0     | 0        | 0     | 0     | 0     | 0     | 0     | 1     | 0        | .167  | .167     | .167     | .333  |
| 2003       | 中日         | 8     | 9     | 9     | 1     | 1     | 0        | 0        | 0        | 1     | 0     | 0     | 0        | 0     | 0     | 0     | 0     | 0     | 3     | 0        | .111  | .111     | .111     | .222  |
| 2004       | 中日         | 2     | 3     | 3     | 0     | 0     | 0        | 0        | 0        | 0     | 0     | 0     | 0        | 0     | 0     | 0     | 0     | 0     | 2     | 0        | .000  | .000     | .000     | .000  |
| 2006       | ソフトバンク | 62    | 217   | 198   | 14    | 56    | 11       | 0        | 3        | 76    | 31    | 0     | 1        | 9     | 4     | 6     | 0     | 0     | 33    | 8        | .283  | .298     | .384     | .682  |
| 2007       | ソフトバンク | 91    | 274   | 258   | 22    | 68    | 10       | 1        | 9        | 107   | 26    | 0     | 1        | 2     | 1     | 11    | 2     | 2     | 58    | 8        | .264  | .298     | .415     | .713  |
| 2008       | ソフトバンク | 52    | 152   | 144   | 19    | 38    | 8        | 1        | 4        | 60    | 13    | 0     | 0        | 2     | 1     | 4     | 1     | 1     | 32    | 5        | .264  | .287     | .417     | .703  |
| 2009       | ソフトバンク | 138   | 520   | 463   | 47    | 116   | 16       | 1        | 26       | 212   | 80    | 0     | 2        | 18    | 5     | 29    | 3     | 5     | 122   | 12       | .251  | .299     | .458     | .757  |
| 2010       | ソフトバンク | 84    | 255   | 232   | 19    | 47    | 11       | 0        | 7        | 79    | 25    | 0     | 0        | 11    | 1     | 10    | 0     | 1     | 61    | 6        | .203  | .238     | .341     | .578  |
| 2011       | ソフトバンク | 14    | 38    | 37    | 2     | 8     | 2        | 0        | 1        | 13    | 4     | 0     | 0        | 0     | 0     | 1     | 0     | 0     | 18    | 0        | .216  | .237     | .351     | .588  |
| 2012       | ソフトバンク | 1     | 2     | 2     | 0     | 0     | 0        | 0        | 0        | 0     | 0     | 0     | 0        | 0     | 0     | 0     | 0     | 0     | 2     | 0        | .000  | .000     | .000     | .000  |
| 2013       | ソフトバンク | 15    | 25    | 25    | 1     | 5     | 3        | 0        | 0        | 8     | 4     | 0     | 0        | 0     | 0     | 0     | 0     | 0     | 5     | 1        | .200  | .200     | .320     | .520  |
| 通算：11年 | 通算：11年   | 470   | 1501  | 1377  | 125   | 340   | 61       | 3        | 50       | 557   | 184   | 0     | 4        | 42    | 12    | 61    | 6     | 9     | 337   | 40       | .247  | .281     | .405     | .686  |

### 年度別守備成績
| 年 度 | 捕手 | 捕手 | 捕手 | 捕手 | 捕手 | 捕手 | 捕手   | 捕手   | 捕手   | 捕手   | 捕手   | 一塁 | 一塁 | 一塁 | 一塁 | 一塁 | 一塁   | 三塁 | 三塁 | 三塁 | 三塁 | 三塁 | 三塁   |
| 年 度 | 試合 | 刺殺 | 補殺 | 失策 | 併殺 | 捕逸 | 守備率 | 企図数 | 許盗塁 | 盗塁刺 | 阻止率 | 試合 | 刺殺 | 補殺 | 失策 | 併殺 | 守備率 | 試合 | 刺殺 | 補殺 | 失策 | 併殺 | 守備率 |
| ----- | ---- | ---- | ---- | ---- | ---- | ---- | ------ | ------ | ------ | ------ | ------ | ---- | ---- | ---- | ---- | ---- | ------ | ---- | ---- | ---- | ---- | ---- | ------ |
| 2002  | 3    | 7    | 0    | 0    | 0    | 0    | 1.000  | 1      | 1      | 0      | .000   | -    | -    | -    | -    | -    | -      | -    | -    | -    | -    | -    | -      |
| 2003  | 3    | 7    | 0    | 0    | 0    | 0    | 1.000  | 1      | 1      | 0      | .000   | -    | -    | -    | -    | -    | -      | -    | -    | -    | -    | -    | -      |
| 2004  | 1    | 5    | 0    | 0    | 0    | 0    | 1.000  | 0      | 0      | 0      | -      | -    | -    | -    | -    | -    | -      | -    | -    | -    | -    | -    | -      |
| 2006  | 6    | 14   | 0    | 1    | 0    | 0    | .933   | 1      | 1      | 0      | .000   | 1    | 0    | 0    | 0    | 0    | .000   | 2    | 0    | 0    | 0    | 0    | .000   |
| 2007  | 78   | 365  | 27   | 2    | 7    | 5    | .992   | 56     | 42     | 14     | .250   | 3    | 18   | 1    | 0    | 2    | 1.000  | -    | -    | -    | -    | -    | -      |
| 2008  | 34   | 170  | 9    | 0    | 2    | 1    | 1.000  | 19     | 16     | 3      | .158   | 7    | 49   | 4    | 0    | 4    | 1.000  | -    | -    | -    | -    | -    | -      |
| 2009  | 122  | 934  | 72   | 7    | 8    | 7    | .993   | 130    | 96     | 34     | .262   | 4    | 26   | 1    | 0    | 3    | 1.000  | -    | -    | -    | -    | -    | -      |
| 2010  | 81   | 592  | 18   | 5    | 2    | 5    | .992   | 58     | 54     | 4      | .069   | 1    | 1    | 0    | 0    | 0    | 1.000  | -    | -    | -    | -    | -    | -      |
| 2011  | 11   | 57   | 5    | 0    | 0    | 0    | 1.000  | 5      | 4      | 1      | .200   | -    | -    | -    | -    | -    | -      | -    | -    | -    | -    | -    | -      |
| 2012  | 1    | 6    | 0    | 0    | 0    | 0    | 1.000  | 2      | 2      | 0      | .000   | -    | -    | -    | -    | -    | -      | -    | -    | -    | -    | -    | -      |
| 2013  | 7    | 17   | 1    | 1    | 0    | 0    | .947   | 4      | 3      | 1      | .250   | 1    | 5    | 0    | 0    | 0    | 1.000  | -    | -    | -    | -    | -    | -      |
| 通算  | 347  | 2174 | 132  | 16   | 19   | 18   | .993   | 277    | 220    | 57     | .206   | 17   | 99   | 6    | 0    | 9    | 1.000  | 2    | 0    | 0    | 0    | 0    | .000   |

- 各年度の太字はリーグ最高

### 表彰
- ベストナイン：1回 （捕手部門：2009年）
- 最優秀バッテリー賞：1回 （2010年 投手：杉内俊哉）
- JA全農Go・Go賞：1回 （好走塁賞：2008年3・4月）

### 記録
初記録
- 初出場：2002年10月8日、対ヤクルトスワローズ28回戦（明治神宮野球場）、8回裏に中野栄一に代わり捕手で出場
- 初打席：同上、9回表に五十嵐亮太から右邪飛
- 初先発出場：2002年10月14日、対阪神タイガース28回戦（阪神甲子園球場）、8番・捕手で先発出場
- 初安打・初打点：同上、8回表に川尻哲郎から左前適時打
- 初本塁打：2006年6月1日、対横浜ベイスターズ6回戦（横浜スタジアム）、2回表に三浦大輔から左越ソロ

その他の記録
- オールスターゲーム出場：1回 （2009年）

### 背番号
- 9 （2002年 - 2003年）
- 56 （2004年 - 2005年）
- 70 （2006年 - 2012年）
- 31 （2013年）

### 登場曲
- 「夢」THE BLUE HEARTS （2006年 - 2013年）

## 関連情報

### CM
- 福岡ソフトバンクホークス「選手歌う篇」（2010年3月26日〜、福岡限定）
- ベスト電器「お立ち台篇」（2010年4月〜）

### TVドラマ
- 九州朝日放送「福岡恋愛白書5〜ふたつの Love Story〜」『32歳の同窓会』（2010年2月13日、福岡ローカル）